# Minablatta
Minablatta es un género de insectos blatodeos (cucarachas) de la familia Blaberidae, subfamilia Blaberinae.
Tres especies pertenecen a este género:
- Minablatta bipustulata (Thunberg, 1826)
- Minablatta itapetinguensis Lopes & de Oliveira, 2001
- Minablatta mineira Lopes & de Oliveira, 2001

## Distribución geográfica
Se pueden encontrar en Brasil.